# Хилми Лека
Хилми Лека (на албански: Hilmi Leka)) е албански военен деец и политик.

## Биография
Роден е в македонското албанско градче Поградец на 19 май 1912 година. От 1931 до 1939 година посещава Кавалерийската и пехотна академия в Модена, Италия, както и тази на криминалната полиция във Флоренция и Рим. През май 1939 г. се завръща в окупираната от Италия Албания. През 1939 – 1940 година служи като капитан във въоръжените сили. По време на Итало-гръцката война е тежко ранен в крака. От 1940 до 1941 година е офицер адютант във вицекралството. От 1941 до 1943 година е директор на най-големия вестник в страната „Томори“. От 1942 до 1943 година е член на Националния съвт на Албанската национална фашистка партия и едновременно член на Фашисткия върховен корпоративен съвет. В 1943 година е министър на народната култура в кабинета Либохова.
В 1945 година е осъден на смърт като колаборационист от Специалния съд и разстрелян в Тирана на 13 април 1945 година.